# Fioul

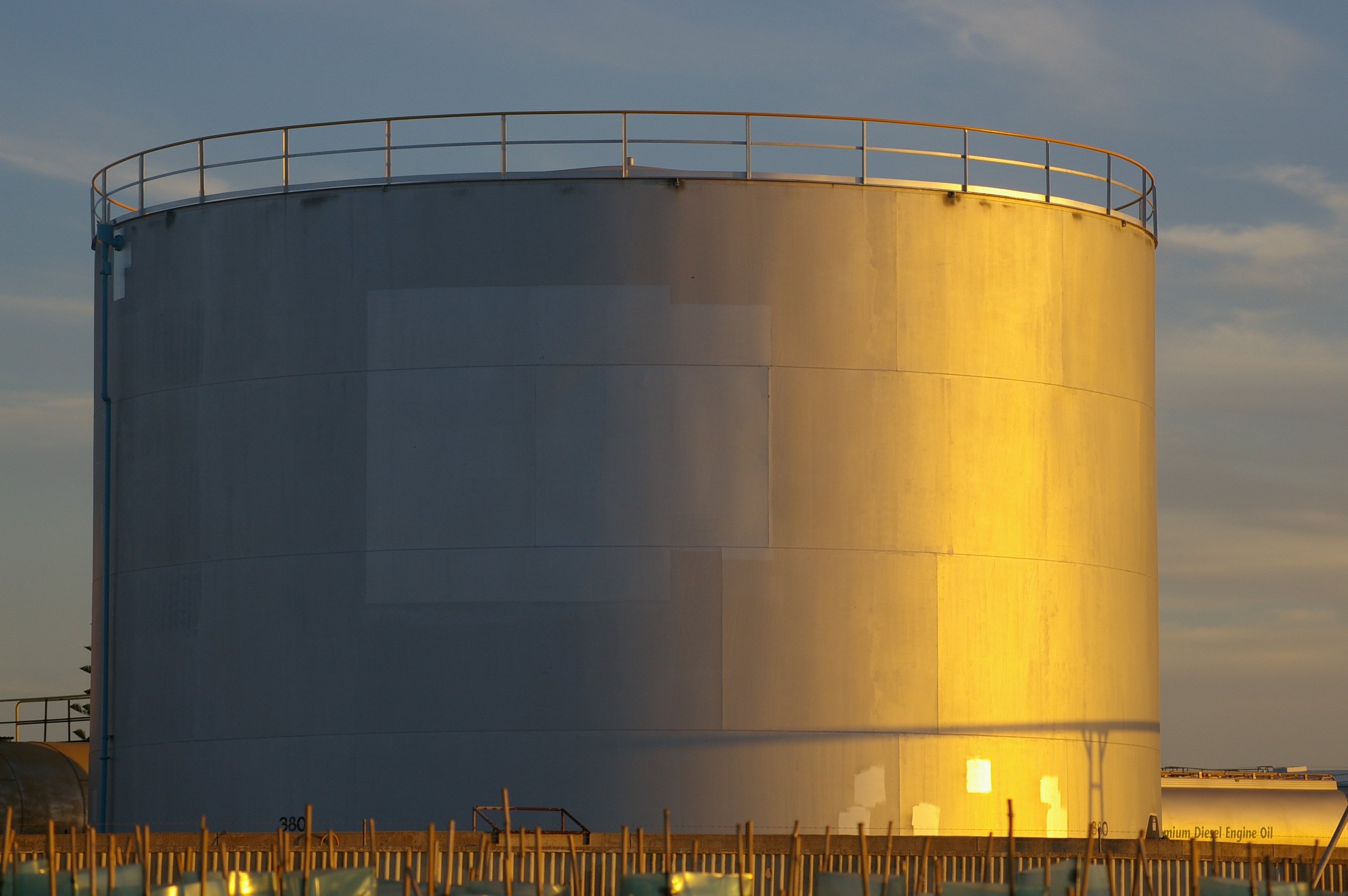
Un réservoir de fioul en Australie.

Le fioul ou mazout est un combustible dérivé du pétrole, utilisé notamment dans les chaudières. Il est classé dans les ressources énergétiques fossiles. Il présente des rendements élevés mais, compte tenu de sa très large utilisation pour la production d'énergie thermique (pour le chauffage en chaudière) et mécanique (moteurs dits thermiques), il contribue notablement à la pollution de l'air par l'émission de particules fines cancérigènes et au réchauffement climatique par l'émission de CO2.

## Terminologie
Le nom masculin « fioul », surtout utilisé en France et recommandé par la délégation générale à la langue française et aux langues de France (DGLFLF), est issu de la francisation du mot anglais fuel, lequel désigne tout combustible (bois, bois énergie, charbon, etc.) ou carburant. Le mot anglais fuel provient sans doute du franco-normand fouaille (ce qui alimente le feu, ou bien, l'action de frapper/fouetter), et a peut-être une lointaine parenté indo-européenne avec le latin fagus (le hêtre, bois réputé pour ses propriétés calorifères). Le terme anglais désignant le « fioul » est fuel oil (qu'on pourrait traduire mot-à-mot par « huile combustible »).
En Belgique, au Canada francophone, dans le Nord de la France, en Suisse, dans le monde arabe francophone (particulièrement au Maghreb) et dans certaines régions de France, le produit est connu aussi sous le nom de « mazout », mot dérivé du russe мазут (mazut). En Belgique, il se nomme aussi parfois « mazout de chauffage ». Au Canada francophone et en Suisse, le mazout domestique est également nommé « huile de chauffage » ou simplement « huile ».
En 2022, alors qu'en France le gouvernement a interdit la vente de chaudières au fioul ou au charbon neuves, un combustible baptisé biofioul F30 est mis sur le marché. Souvent qualifié d'« énergie nouvelle » ou de « biocombustible », il s'agit de 70 % de fioul domestique auquel est additionné, à hauteur de 30 %, un agrocarburant, l'ester méthylique de colza (EMC, un type d'ester méthylique d'acide gras ou EMAG). Selon Engie, il est moins cher et moins polluant que le fioul traditionnel, et produit des émissions de CO2 qui restent sous le seuil légal de 300 g/kWh (seuil en vigueur depuis le 1er juillet 2022). Sont également commercialisés le fioul F5 (5 à 7 % d'agrocarburant à base d'huile de colza) et le fioul F10 (10 % d’EMAG de colza), qui émettent plus de CO2 que ce qui est alors autorisé pour une chaudière domestique.

## Appellations
Le fioul domestique en Belgique, au Canada, en France, ou en Suisse, est un combustible vendu pour les usages domestiques (chauffage) ou divers engins. On parle également de FOD.
Il existe aussi le fioul lourd (FL ou FOL), qui est un produit d'une plus grande viscosité et peut être plus ou moins dé-soufré. Il est utilisé pour les chaudières industrielles ainsi que pour les moteurs des navires.

## Caractéristiques
Le fioul est issu du raffinage du pétrole et ses caractéristiques sont proches de celles du gazole. Il est issu des coupes (ou fractions) moyennes de pétrole d'où sont extraits notamment le kérosène, le gazole mais aussi le fioul domestique qui servira in fine à chauffer les habitations.
La composition moléculaire du fioul est très variée et dépend de l'origine du pétrole dont il est issu. Toutefois, la composition élémentaire varie peu :
|           | Fraction massique % |
| Carbone   | 86,5                |
| Hydrogène | 13,3                |
| Soufre    | < 0,2               |
| Azote     | 50-400 ppm          |
| Oxygène   | traces              |

Son pouvoir calorifique inférieur (PCI) est d'environ 12 kilowattheures par kilogramme (kWh/kg), c'est-à-dire qu'un kilogramme de fioul procure au mieux 12 kilowattheures d'énergie en brûlant, compte tenu des pertes dues à la vaporisation de l'eau dans les fumées.
Son pouvoir calorifique supérieur (PCS) est d'environ 12,8 kWh/kg.
Le fioul domestique est vendu au litre. Avec une densité de 0,84 à 10 °C, cela donne, à 11,86 kWh/kg, un pouvoir calorifique théorique de 9,96 kWh/L. Le rendement PCI des chaudières variant entre 75 et 95 %, l'énergie récupérée est de 7,5 à 9,462 kWh/L.
Ses caractéristiques le différencient du gazole sur quelques points importants comme l'indice de cétane (40 contre 51).

## Utilisation

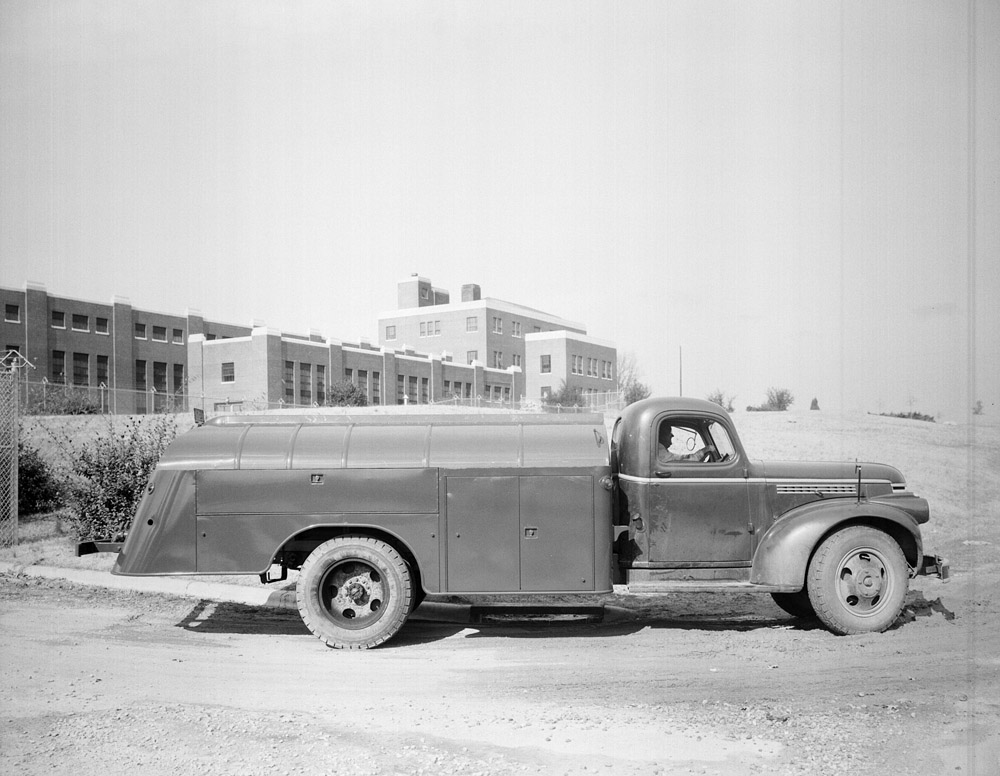
Camion livrant du fioul pour usage domestique ou industriel en Caroline du Nord, 1945.

Le fioul peut être utilisé dans des moteurs Diesel et dans des chaudières. Les différents types de chaudières utilisées pour la combustion du fioul sont notamment la chaudière fioul basse température et la chaudière fioul à condensation ; cette dernière diffère de la première de par son fonctionnement, elle récupère l’énergie de condensation de la vapeur d'eau dégagée lors de la combustion du fioul. La vapeur d’eau contenue dans les fumées libère de la chaleur lors de sa condensation pour chauffer l’eau de retour du circuit de chauffage.
Les caractéristiques du fioul étant très proches de celles du gazole font que ces deux produits peuvent techniquement être utilisés par les mêmes dispositifs.

## Caractéristiques
Le fioul est une huile ; il est donc constitué de molécules apolaires. Plus léger que l'eau, le fioul domestique forme un film à sa surface au lieu de se mélanger à celle-ci ; cela est dû au fait que la molécule d'eau est une molécule polaire.
Il est possible de trouver dans le commerce des fiouls de qualité supérieure dont les caractéristiques améliorées dépassent largement les normes administratives (forte réduction des fumées et suies, résistance au froid, améliorants de combustion, additifs biocides et anti-bactériens, etc.)[réf. nécessaire].

## Cadre légal

### Belgique
À partir du 1er juin 2025, la région de Bruxelles-Capitale interdit l'installation de chaudières au mazout, neuves ou d'occasion, ainsi que de tout appareil de chauffage alimenté par un combustible liquide

### France
En France, l'utilisation du fioul domestique est restreinte au chauffage domestique et industriel. Il est différencié du gazole par une taxation inférieure, et du gazole non routier qui a une teneur inférieure en soufre. Un colorant rose est ajouté au fioul domestique (FOD) pour rendre plus difficile une utilisation frauduleuse communément appelée « rouler au rouge » ainsi que des marqueurs chimiques invisibles, mais détectables en cas de contrôle. De plus, ce fioul appelé « gros rouge » peut s'avérer inadapté aux moteurs modernes.
Lors des pics de pollution de l'air, les préfets peuvent imposer à certaines entreprises de changer de fioul pour utiliser un fioul désulfuré qui acidifiera moins l'air et les pluies.

## Fioul et pollution aux particules fines

### Fioul domestique
Par unité d'énergie produite, le fioul domestique (ou FOD) émet nettement plus de particules PM10 que le gaz naturel, mais beaucoup moins que le charbon ou le bois. Les particules peuvent véhiculer d'autres polluants tels que les hydrocarbures aromatiques (HAP, benzène…).

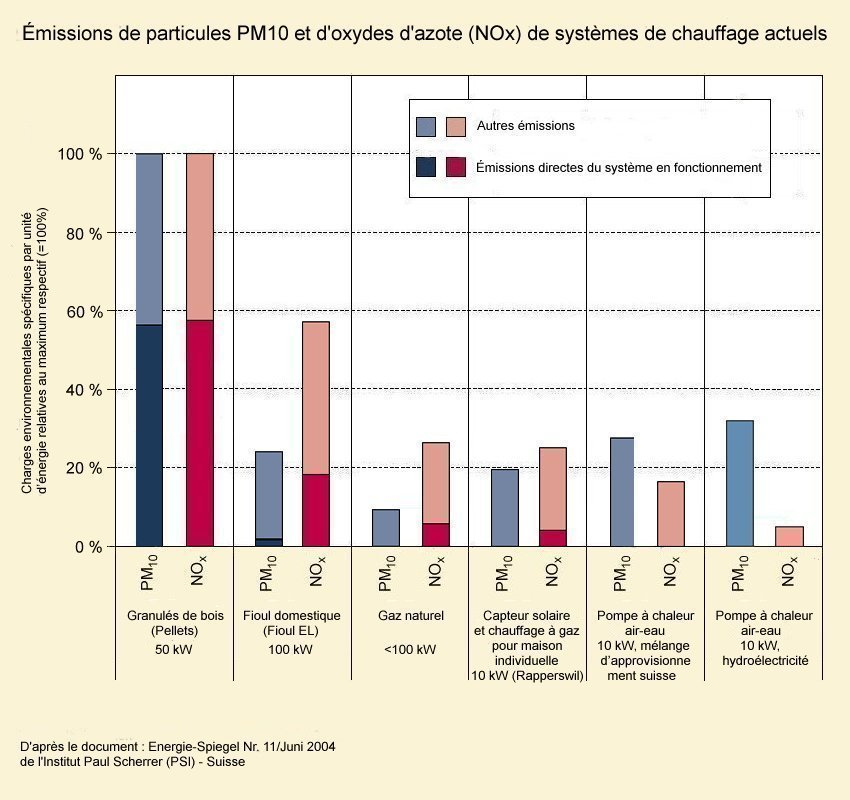
Émissions de PM10 et de NOx (NO + NO2) de systèmes de chauffage actuels en Suisse.
Émissions directes. Autres émissions = émissions sur la chaîne de production.

|                           | Rendement | PM10 (g/GJ) | HAP (mg/GJ) | Benzène (g/GJ) | Émission de GES (gCO2-eq /MJ) |
| ------------------------- | --------- | ----------- | ----------- | -------------- | ----------------------------- |
| Bois (poêle actuel)       | 60 %      | 411,7       | 1003,3      | 100,00         | 1,5 ?                         |
| Bois (chaudière actuelle) | 70 %      | 70-140      | 67          | 64,3           | 1 ?                           |
| Granulés de bois          | 86 %      | 10-50       | 20          | 0,9            | 0,62                          |
| FOD (chaudière)           | 83 %      | 14,6        | 1,2         | 0,2            | 93,30                         |
| Gaz (chaudière)           | 86 %      | 0,0         | 0,0         | 0,3            | 71,75                         |
| Charbon (chaudière)       | 70 %      | 101,4       | ca 70?      | 0,9            | 112,32                        |

### Fioul lourd
Source : les AASQA de la région Rhône-Alpes.
Par unité d'énergie produite, le fioul lourd (FL) est plus émetteur de particules que le fioul domestique (FOD) ou le gaz naturel, mais moins que la houille ou le bois.
|               | Houille  | Fioul lourd | Fioul domestique | Gaz naturel | Bois   |
| ------------- | -------- | ----------- | ---------------- | ----------- | ------ |
| Particules ** | 100      | 48          | 3                | 0,0         | 100    |
| HAP           | 1,9.10-3 | 5.10-6      | 0,0              | 0,0         | 8.10-3 |

(*) Pour le secteur de la production d’énergie, les facteurs sont exprimés en unité de masse émise par unité d’énergie entrante. L’énergie entrante, exprimée habituellement en gigajoule (GJ), est l’énergie qui peut être fournie par le combustible (en relation avec son pouvoir calorifique), cela ne représente donc pas l’énergie utile pour laquelle il faut connaître notamment le rendement des appareils (p. 8).
(**) Particules totales en suspension (TSP), p. 10.